# Ауди F103
Под наименованието Ауди F103 в периода между 1965 и 1972 г. са произведени първите следвоенни модели на Ауди. Първият от тези модели първоначално се нарича само Ауди, но по-късно към името е добавено и числото 72, колкото са и конските сили на двигателя. Следващите модели следват този пример, като при Ауди 60 числото не отговаря съвсем точно на мощността. Наследникът на Ауди F103 e Ауди 80.

## Версии
- Ауди (72), 1965 – 1969
- Audi 80, 1966 – 1969
- Ауди Super 90, 1966 – 1972
- Ауди 60, 1968 – 1972
- Ауди 75, 1969 – 1972

Всички модели се предлагат като седан с две и четири врати, с изключение на Super 90 – комби под името Variant. От 1969 г. Super 90 Variant е произведен в ограничени бройки, които са пласирани на американския пазар. През същата година Ауди 75 заменя Ауди 72 и Ауди 80.
Каросерията на F103 всъщност е преработена каросерия на DKW F102. Предницата е малко удължена, за да може да се побере двигателят, тъй като моделът на DKW е с по-малък трицилиндров двутактов мотор. Дизайнът на предницата и задницата също е преработен.
През 1972 г. производството на F103 е преустановено, за да отстъпи място на нов модел – Ауди 80 В1.

## Двигатели
Всички двигатели на моделите от серията F103 са четирицилиндрови. Те са разработени съвместно с Даймлер-Бенц, по времето, в което Ауто Унион принадлежи на Даймлер-Бенц (1958 – 1964).
| Модел         | Обем      | Мощност | Ускорение 0 – 100 км/ч | Макс. скорост |
| ------------- | --------- | ------- | ---------------------- | ------------- |
| Ауди 60       | 1.5 литра | 55 к.с. | 18 сек.                | 138 км/ч      |
| Ауди (72)     | 1.7 литра | 72 к.с. | 14,8 сек.              | 148 км/ч      |
| Ауди 75       | 1.7 литра | 75 к.с. | 14,5 сек.              | 150 км/ч      |
| Ауди 80       | 1.7 литра | 80 к.с. | 14 сек.                | 152 км/ч      |
| Ауди Super 90 | 1.7 литра | 90 к.с. | 12,2 сек.              | 163 км/ч      |